# Марак Зенон
Зенон Іванович Марак (1896, м. Чортків, нині Тернопільської області, Україна — 1969, Ленкі-Шляхецькі (нині  Пйотрковського повіту  Лодзинського воєводства, Польща) — польський педагог, громадський діяч

## Життєпис
Народився в  Галичині, у місті Чорткові (Королівство Галичини і Володимирії, Австро-Угорська імперія, нині Тернопільської області, Україна) в родині греко-католицького священника Івана Марака. Брат  Богдана Марака.
Навчався в  Бучацької гімназії, у Віденському університеті. За деякими даними під час  Першої світової війни служив у кавалерії в Австро-угорській армії, був поранений.
У час існування ГСРР був комендантом міста Чорткова. Прагнув захистити населення від більшовицьких репресій, інформував про заходи радянських органів, попереджав про небезпеку.
Згодом працював учителем у корінній  Польщі, з 1938 р. разом з дружиною Іриною вчителювали в селі Ленкі-Шляхецькі (нині Пйотрковського повіту  Лодзинського воєводства, керував школою. Займався активною громадською діяльністю. У 1955 році виступив ініціатором і засновником місцевої добровільної пожежної служби. 20 серпня 1954 року був нагороджений орденом « Срібний Хрест Заслуги».
Помер i похований у с. Ленкі-Шляхецькі в березні 1969 р.
5 травня 2018 р. на будівлі місцевої школи відкрито пам'ятну дошку на честь подружжя Мараків, а також відбулося урочисте благословення і передача пожежної машини волонтерської пожежній бригаді в Ленках Шляхецькіх, названої на честь Зенона Марака «Zenon».

## Сім'я
- Батько: Іван Марак (1863-01.12.1899) — греко-католицький священик, парох Церкві Воскресенія Христова в с. Біла
- Мати: Корнелія Марак (Лонкевич)
- Сестра: Наталя Марак
- Сестра: Софія Вайцович (Марак)
- Брат:  Богдан Марак
- Дружина: Ірина Марак (пом. у січні 1960 р.)
- Племінник: В'ячеслав Марак (1921—2012)